# IC 3220
IC 3220 ist eine elliptische Zwerggalaxie vom Hubble-Typ E im Sternbild Jungfrau nördlich der Ekliptik. Sie ist schätzungsweise 89 Millionen Lichtjahre von der Milchstraße entfernt und hat einen Durchmesser von etwa 25.000 Lichtjahren. Die Galaxie wird unter der Katalognummer VVC 546 als Teil des Virgo-Galaxienhaufens gelistet.
Im selben Himmelsareal befinden sich u. a. die Galaxien NGC 4320, NGC 4325, IC 3199, IC 3240.
Das Objekt wurde am 7. Mai 1904 vom US-amerikanischen Astronomen Royal Harwood Frost entdeckt.